# پیتر استراوسفلد
پیتر استراوسفلد (زاده ۱۹۱۰-درگذشته ۱۹۸۰) هنرمند و مصور آلمانی الاصل بریتانیایی بود که به‌خصوص برای آگهی‌های فیلمش نام برده شده بود.
استراسفلد در سال ۱۹۱۰ در کلن متولدشد.
استراسفلد در سال ۱۹۳۸ به برایتون، انگلستان مهاجرت نمود، ولی در سال ۱۹۴۰–۱۹۴۱ در جزیره من دفن گردید، مکانی که با جورج هولرینگ تهیه‌کننده فیلم اتریشی دوست خوبی شد. هولرینگ سینمای آکادمی را در سینمای خانه هنری پیشگام لندن در خیابان آکسفورد اداره می‌نمود و از ان مکانی که از آگهی‌های عرضه شده توسط استودیوها علاقه‌مند نبود، از سال ۱۹۴۷ استراوسفلد آغاز به طراحی نمودن آگهی‌های اصلی برای کل فیلم‌های آنان کرد و تا زمان فوتش در سال ۱۹۸۰ به عنوان طراح آگهی باقی ماند.
استراوسفلد کل تصویرها را به شکل لینوکرات یا چوب آماده کرده‌است و آنان در مقدار زیادی از ایستگاه‌های متروی لندن آشکار می‌شوند. او بیش از ۳۰۰ پوستر پدیدآورد که کل آنان با دست در ۱۰۰ تیر چاپ گردیده بودند و در روزهای میان دهه ۱۹۷۰ به ۳۰۰ پوستر دست یافت و از آنجایی که بیشتر آنان در ایستگاه‌های زیرزمینی مورد استفاده قرارمی گرفت، تعداد اندکی از آنان باقی مانده‌است.
استراوسفلد در سال ۱۹۳۸ با مارگارت «پگی» پندری در برایتون ازدواج نمود و گاهی از اسم مستعار پیتر پندری استفاده نمود.